# Mu Cassiopeiae
Mu Cassiopeiae is een dubbelster met een spectraalklasse van G5.VI en M5.V. De ster bevindt zich 25,03 lichtjaar van de zon.